# Týnčany
Týnčany jsou malá vesnice, část obce Petrovice v okrese Příbram ve Středočeském kraji. Nachází se asi tři kilometry severně od Petrovic. Na severovýchodním okraji obce se nachází přírodní památka Štola Jarnice. Týnčany jsou také název katastrálního území o rozloze 2,81 km².

## Historie
První písemná zmínka o vesnici pochází z roku 1207.
Jedná se o jednu z nejstarších obcí v regionu už od 12. století. Původně zde byla ves, kterou Přemysl Otakar I. daroval rodu Hrabišovců. Následně patřila ves k majetku Milevského kláštera. Později od 14. století byla v držení různých rodů. Při archeologických výzkumech zde byly nalezeny střepy nádob z tohoto století. Také zde bylo objeveno pohřebiště z pozdní doby halštatské.

## Obyvatelstvo
| Rok            | 1869 | 1880 | 1890 | 1900 | 1910 | 1921 | 1930 | 1950 | 1961 | 1970 | 1980 | 1991 | 2001 | 2011 | 2021 |
| -------------- | ---- | ---- | ---- | ---- | ---- | ---- | ---- | ---- | ---- | ---- | ---- | ---- | ---- | ---- | ---- |
| Počet obyvatel | 205  | 200  | 218  | 205  | 187  | 200  | 166  | 148  | 125  | 106  | 95   | 72   | 73   | 72   | 63   |
| Počet domů     | 27   | 30   | 32   | 32   | 32   | 37   | 36   | 37   | 78   | 33   | 28   | 31   | 32   | 34   | 35   |

## Obecní správa
Při sčítání lidu v letech 1850–1979 Týnčany byly samostatnou obcí, se kterým patřily nejprve do okresu Sedlčany, ale od roku 1960 v okrese Příbram. Od 1. ledna 1980 jsou částí obce Petrovice v okrese Příbram. V letech 1850–1979 k obci patřily Mezihoří a Skoupý.

## Pamětihodnosti
- Návesní kaple je z roku 1762 Má čtvercový půdorys, ukončený v horní části zvoničkou.
- Kaple zasvěcená svatému Janu Nepomuckému se nachází u komunikace vedoucí do vesnice ve směru od Petrovic nad prameništěm. Nad studánkou byla postavena kaple už v roce 1763. Následné stavební práce pro nový vodovod potvrdily, že voda vytéká z krasové dutiny. Kaple svatého Jana Nepomuckého je vedená v Seznamu kulturních památek v Petrovicích (okres Příbram).
- Poblíž návsi se nachází starobylá komora u usedlosti čp. 25.
- Před vesnicí, u komunikace vedoucí do vsi se nachází udržované, drobné kříže na kamenných podstavcích.
- Přímo ve vsi se nachází také drobný kříž. Kromě tohoto je zde kamenný kříž s datací 1925.
- Na okraji vesnice se nachází kříž s datací 1882 a s vytesanými písmeny JŠ.
- Na samém konci vesnice, u autobusové zastávky k Tisovnici se nachází kamenný kříž s datací 1898 a s nápisem: Ke cti a chvále boží.
- Divišova jeskyně se nachází v malém vápencovém lomu před obcí, u komunikace z Petrovic. Část jeskynního systému byla objevena roku 1973 a spadá do oblasti tzv. Týnčanského krasu.
- V nedalekém sousedství Divišovy jeskyně je vchod do Dvořákovy jeskyně. Obě jeskyně byly původně propojené. V roce 1987 byla naměřena známá délka Divišovy jeskyně šedesát metrů. Délka Dvořákovy jeskyně činila patnáct metrů.
- V sousedství Divišovy jeskyně, u usedlosti zvané Melena, později U Pokorných jsou hranolovitá boží muka. Tato boží muka jsou vedená v Seznamu kulturních památek v Petrovicích (okres Příbram).
- Proti nim je na vysokém kamenném podstavci křížek s datací 1860.

## Galerie

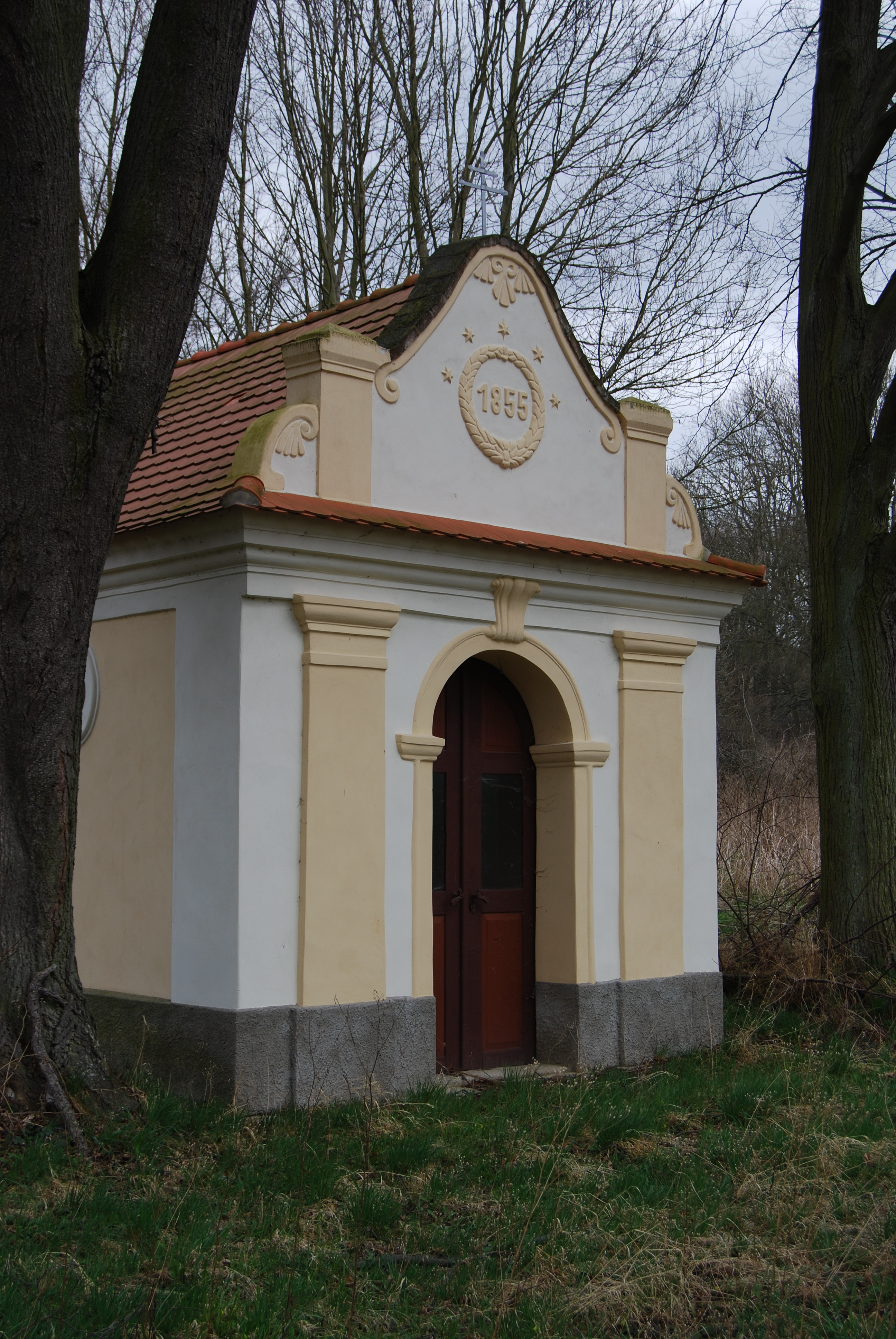
Kaple svatého Jana Nepomuckého nad prameništěm
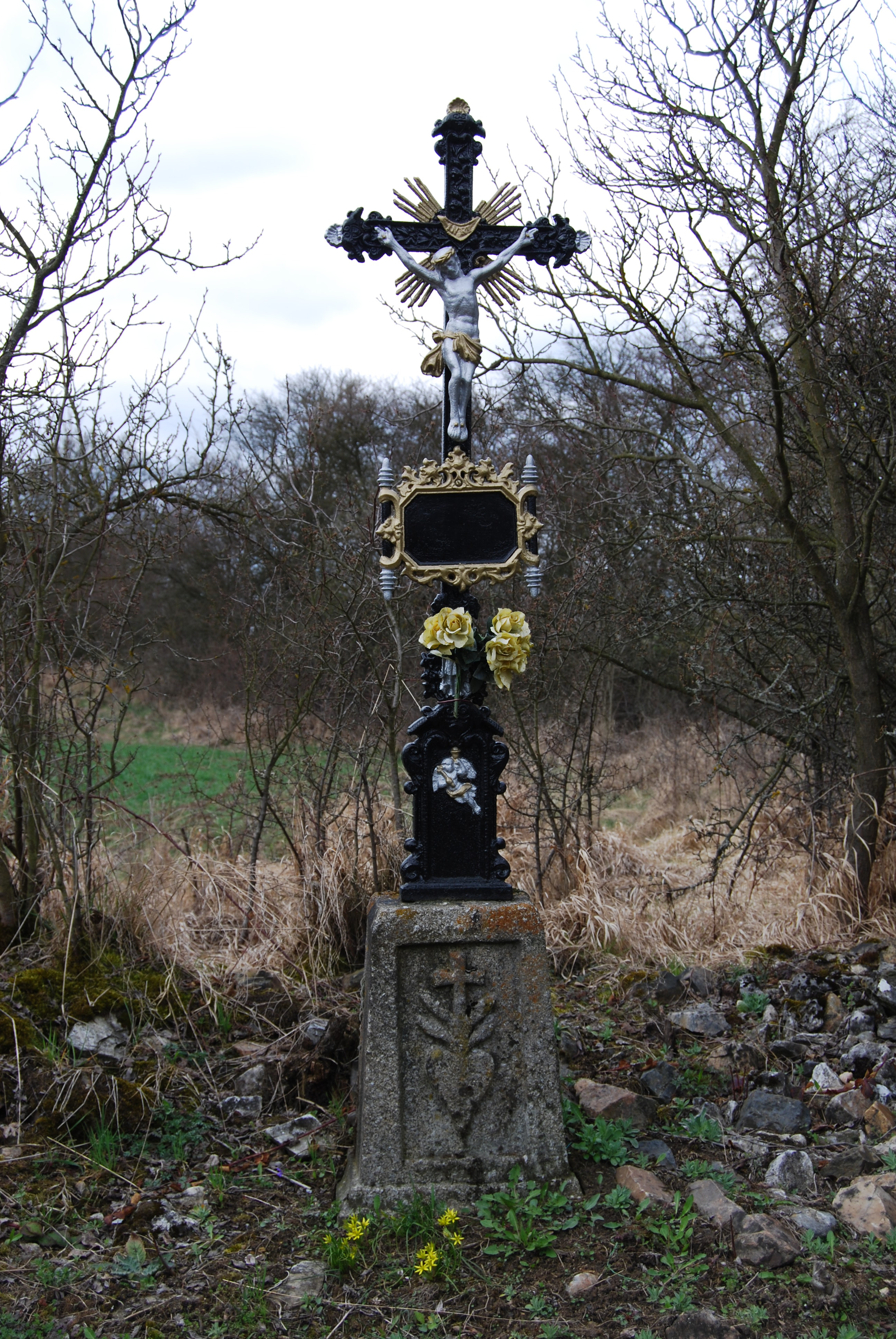
Kříž u komunikace ze směru od Petrovic
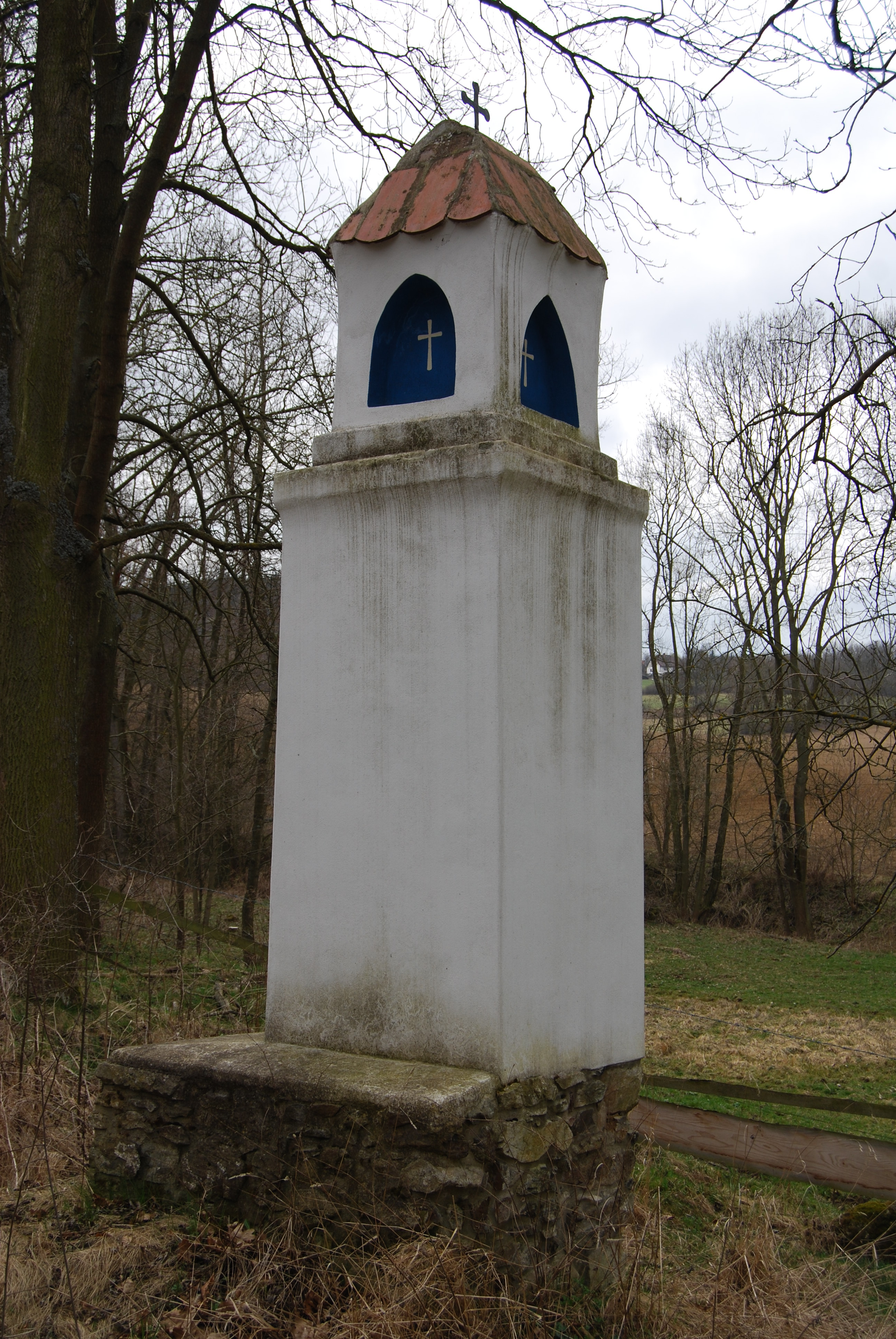
Boží muka u usedlosti zvané Melena
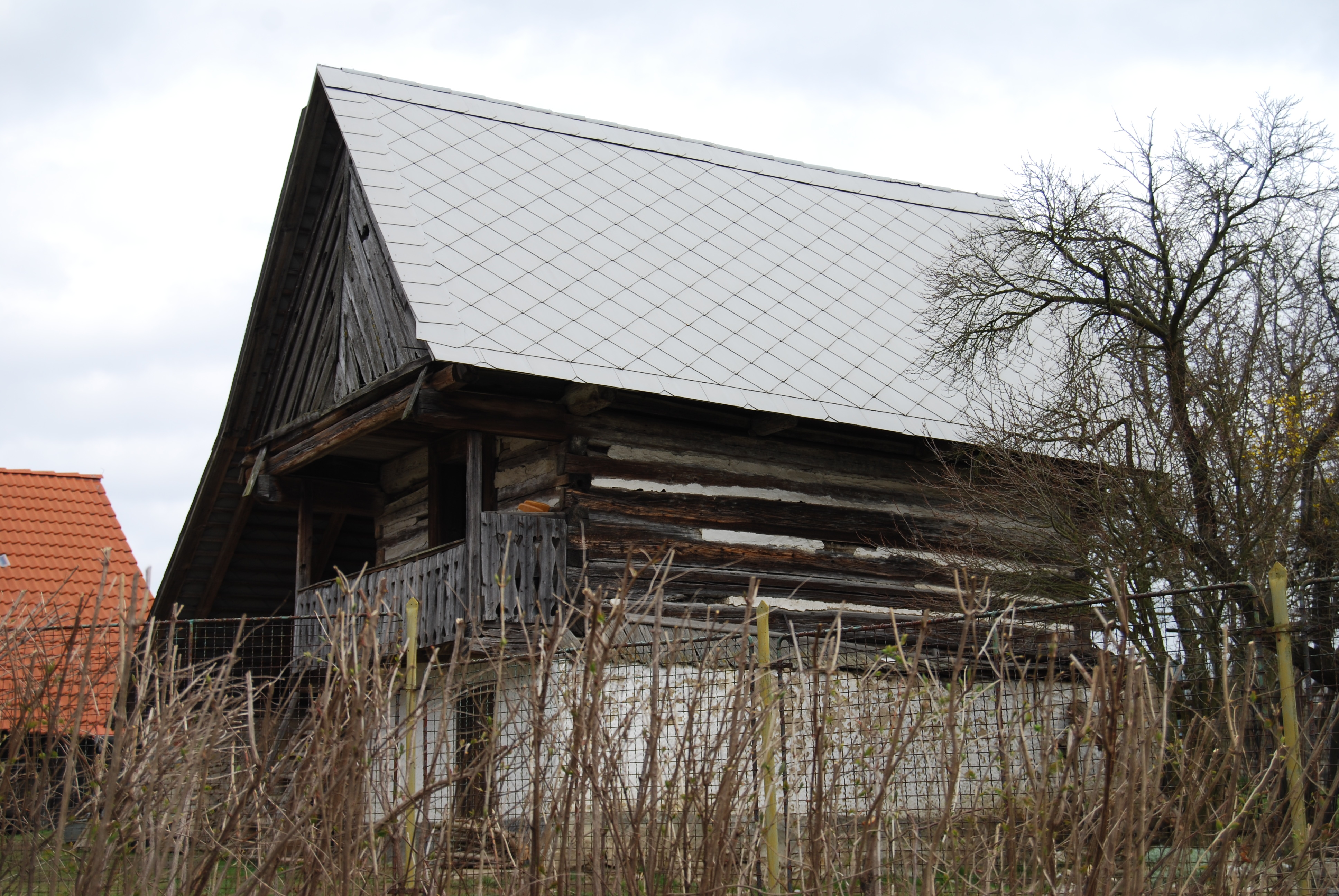
Špejchar čp. 25 ve vsi
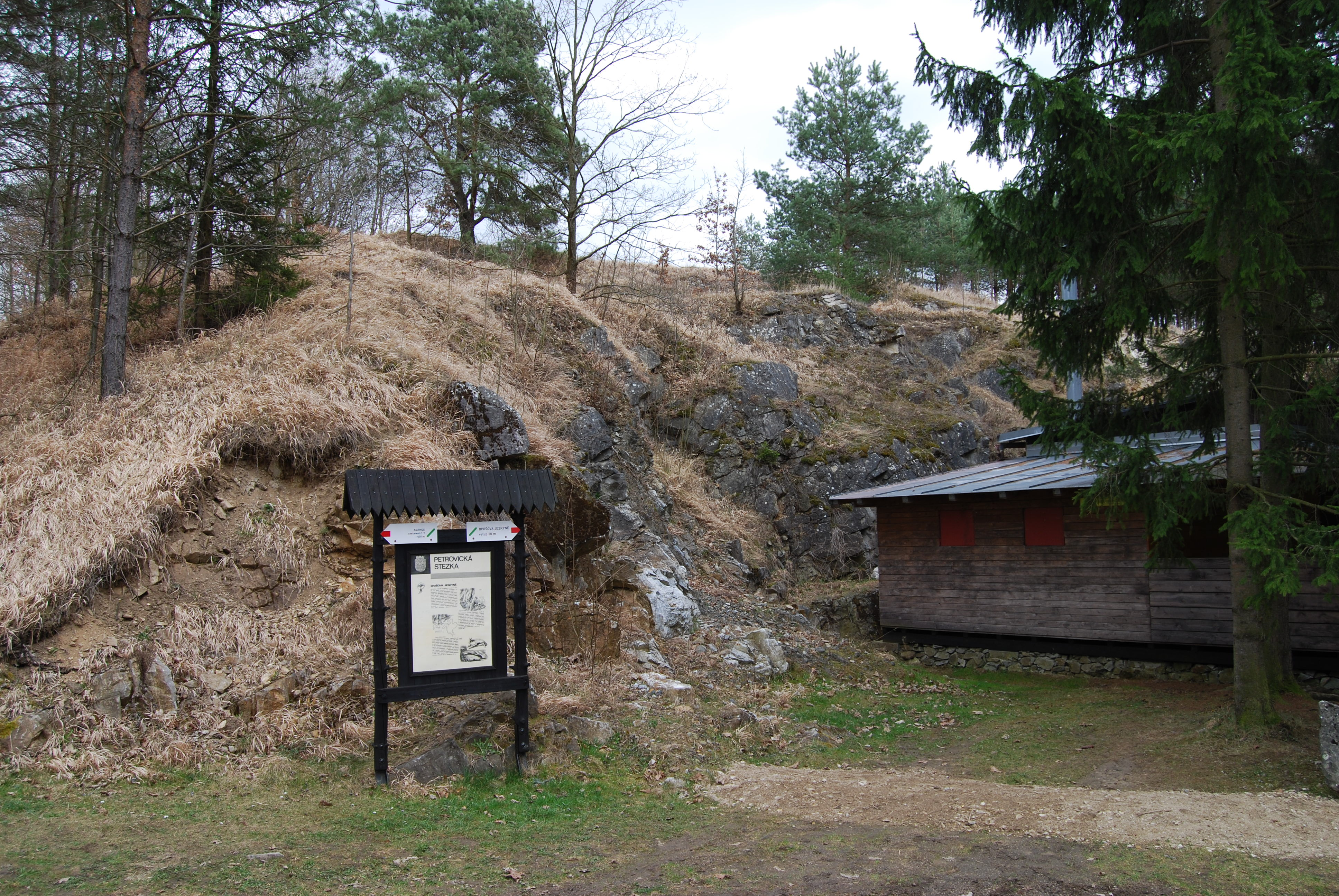
Okolí Divišovy jeskyně
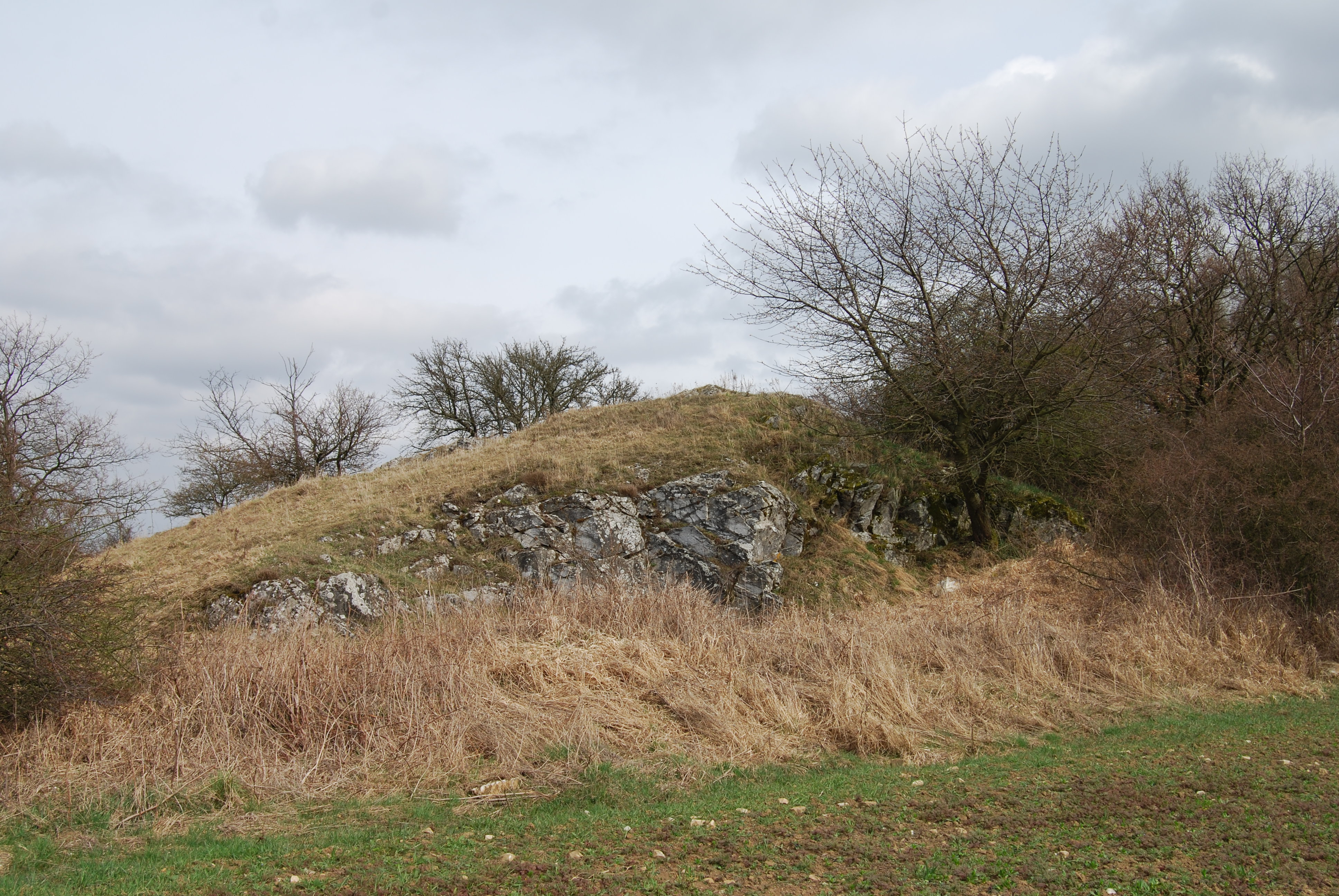
Okolí vesnice – Týnčanský kras